# ماركو تارديلي
ماركو تارديلـّي (Marco Tardelli)، (كاريدجيني بمقاطعة لوكا، 24 سبتمبر 1954)، لاعب كرة قدم إيطالي سابق، ومدرب كرة قدم حالي.
بدأ مسيرته الكروية مع نادي بيزا في عام 1972، وفي عام 1974 انتقل إلى نادي كومو، وبين عامي 1975 و1985 لعب مع نادي يوفنتوس، ولعب مع نادي إنتر ميلان في 1985 حتى 1987، واختتم مسيرته الكروية مع نادي سانت غالين في موسم 1987/1988.
و قد لعب مع منتخب إيطاليا لكرة القدم 81 مباراة وسجل 6 أهداف.
و قد بدأ بالتدريب في عام 1986، حيث درب منتخب إيطاليا لكرة القدم تحت 16 سنة، حتى عام 1990، ومنذ عام 1990 وحتى 1993 ساعد في تدريب منتخب إيطاليا لكرة القدم تحت 21 سنة، وفي عام 1993 درب نادي كومو حتى عام 1995، وفي عام 1995 درب نادي تشيزينا حتى عام 1998، وفي عام 1998 درب منتخب إيطاليا لكرة القدم تحت 21 سنة، وفي موسم 2000/2001 درب نادي إنتر ميلان، وقد درب في السنوات الأخيرة كل من نادي باري ومنتخب مصر لكرة القدم ونادي أريتسو.
| سبقه محسن صالح | مدرب منتخب مصر لكرة القدم 2004 | تبعه حسن شحاتة |

## مسيرته الكروية
لعب ماركو تارديلي خلال مسيرته الاحترافية مع 5 أندية في ستة عشر موسمًا وسجل خلالها 43 هدفًا ضمن 393 مباراة. حيث فاز في موسمين بالكأس وفي خمسة مواسم بالدوري.
خاض ماركو تارديلي مسيرته مع نادي بيزا في موسم 1972–73 ولمدة موسمين، مشاركًا في 41 مباراة سجل خلالها 4 أهداف. ثم انتقل إلى نادي كومو في موسم 1974–75 لمدة موسم واحد، حيث شارك في 36 مباراة سجل خلالها هدفين. لينتقل بعدها إلى نادي يوفنتوس في موسم 1975–76 ليلعب معه عشرة مواسم، مشاركًا في 259 مباراة سجل خلالها 35 هدفًا. ثم انتقل إلى نادي إنتر ميلان في موسم 1985–86 ولمدة موسمين، مشاركًا في 43 مباراة سجل خلالها هدفين. هذا وانتقل لاحقًا إلى نادي سانت غالن في موسم 1987–88 لمدة موسم واحد، مشاركًا في 14 مباراة ولم يسجل أي هدف.

## روابط خارجية
- ماركو تارديلي على موقع IMDb (الإنجليزية)

- ماركو تارديلي على موقع الاتحاد الدولي (مؤرشف)  (الإنجليزية)
- ماركو تارديلي على موقع الاتحاد الأوربي (الإنجليزية)
- ماركو تارديلي على موقع قاعدة بيانات كرة القدم.إي يو (الإنجليزية)
- ماركو تارديلي على موقع ناشيونال فوتبول تيمز (الإنجليزية)
- ماركو تارديلي على موقع عالم كرة القدم.نت (الإنجليزية)
- ماركو تارديلي على موقع أوليمبيديا (الإنجليزية)